# 拉戈國家公園
拉戈國家公園（挪威語：Rago nasjonalpark）是挪威的一個國家公園，位於挪威北部。拉戈國家公園的面積是171-平方（66-平方英里），成立於1971年1月22日，和瑞典國境接壤。